# Gölsjömyren
Gölsjömyren este o arie protejată (arie specială de conservare — SAC, sit de importanță comunitară — SCI) din Suedia întinsă pe o suprafață de 343,9 ha, integral pe uscat.

## Localizare
Centrul sitului Gölsjömyren este situat la coordonatele 56°46′53″N 14°04′06″E / 56.7815°N 14.0682°E.

## Înființare
Situl Gölsjömyren a fost declarat sit de importanță comunitară în ianuarie 1997 pentru a proteja un număr necunoscut de specii din flora spontană și fauna sălbatică aflate în arealul zonei. Situl a fost protejat și ca arie specială de conservare în martie 2011.

## Biodiversitate
Situată în ecoregiunea boreală, aria protejată conține 6 habitate naturale: Mlaștini turboase de tranziție și turbării mișcătoare, Mlaștini împădurite, Turbării active, Lacuri și iazuri distrofice naturale, Taiga vestică, Păduri de conifere pe eskere fluvioglaciare sau legate la acestea.
La baza desemnării sitului se află un număr nedeclarat de specii protejate.